# Critérium du Dauphiné 2013
De 65e editie van het Critérium du Dauphiné werd verreden van zondag 2 tot en met zondag 9 juni 2013. De wedstrijd maakte deel uit van de UCI World Tour 2013.

## Deelnemende ploegen
| 18 UCI World Tour ploegen | 18 UCI World Tour ploegen | 18 UCI World Tour ploegen | 4 wildcards                  |
| ------------------------- | ------------------------- | ------------------------- | ---------------------------- |
| Argos-Shimano             | FDJ                       | Orica-GreenEdge           | Bretagne-Séché Environnement |
| Astana Pro Team           | Team Garmin-Sharp         | RadioShack-Leopard        | Cofidis                      |
| Blanco Pro Cycling        | Katjoesja Team            | Saxo-Tinkoff              | Team Europcar                |
| BMC Racing Team           | Lampre-Merida             | Sky ProCycling            | Team NetApp-Endura           |
| Cannondale Pro Cycling    | Lotto-Belisol             | Team Movistar             |                              |
| Euskaltel-Euskadi         | Omega Pharma-Quick Step   | Vacansoleil-DCM           |                              |

AG2R-La Mondiale heeft zichzelf geschorst voor het Critérium du Dauphiné, nadat twee renners van de ploeg op doping werden betrapt in korte tijd (Steve Houanard en Sylvain Georges). Dit komt voort uit een afspraak met de MPCC (Beweging Voor een Geloofwaardige Wielersport).

## Etappe-overzicht
| Etappe | Type                | Datum  | Start              | Aankomst         | Afstand  | Winnaar              | Ploeg                       | Klassementsleider |
| ------ | ------------------- | ------ | ------------------ | ---------------- | -------- | -------------------- | --------------------------- | ----------------- |
| 1e     | Heuvelrit           | 2 juni | Champéry           | Champéry         | 121 km   | David Veilleux       | Team Europcar               | David Veilleux    |
| 2e     | Vlakke rit          | 3 juni | Châtel             | Oyonnax          | 191 km   | Elia Viviani         | Cannondale Pro Cycling Team | David Veilleux    |
| 3e     | Vlakke rit          | 4 juni | Ambérieu-en-Bugey  | Tarare           | 167 km   | Edvald Boasson Hagen | Sky ProCycling              | David Veilleux    |
| 4e     | Individuele tijdrit | 5 juni | Villars-les-Dombes | Parc des oiseaux | 32,5 km  | Tony Martin          | Omega Pharma-Quickstep      | Rohan Dennis      |
| 5e     | Bergrit             | 6 juni | Grésy-sur-Aix      | Valmorel         | 139 km   | Chris Froome         | Sky ProCycling              | Chris Froome      |
| 6e     | Vlakke rit          | 7 juni | La Léchère         | Grenoble         | 143 km   | Thomas Voeckler      | Team Europcar               | Chris Froome      |
| 7e     | Bergrit             | 8 juni | Le Pont-de-Claix   | SuperDévoluy     | 187,5 km | Samuel Sánchez       | Euskaltel-Euskadi           | Chris Froome      |
| 8e     | Bergrit             | 9 juni | Sisteron           | Risoul           | 155,5 km | Alessandro De Marchi | Cannondale Pro Cycling Team | Chris Froome      |

## Eindklassementen
|  |

### Algemeen klassement
| Plaats    | Naam               | Ploeg             | Tijd      |
| --------- | ------------------ | ----------------- | --------- |
| Gele trui | Chris Froome       | Sky ProCycling    | 29u28'46" |
| 2         | Richie Porte       | Sky ProCycling    | + 58"     |
| 3         | Daniel Moreno      | Team Katjoesja    | + 2'12"   |
| 4         | Jakob Fuglsang     | Astana Pro Team   | + 2'18"   |
| 5         | Daniel Navarro     | Cofidis           | + 2'20"   |
| 6         | Michael Rogers     | Team Saxo-Tinkoff | + 3'08"   |
| 7         | Alejandro Valverde | Team Movistar     | + 3'12"   |
| 8         | Rohan Dennis       | Team Garmin       | + 3'24"   |
| 9         | Samuel Sanchez     | Euskaltel-Euskadi | + 4'25"   |
| 10        | Alberto Contador   | Team Saxo-Tinkoff | + 4'27"   |

### Puntenklassement
| Plaats      | Naam            | Ploeg                  | Punten |
| ----------- | --------------- | ---------------------- | ------ |
| Groene trui | Gianni Meersman | Omega Pharma-Quickstep | 49     |
| 2           | Chris Froome    | Sky ProCycling         | 47     |
| 3           | Richie Porte    | Sky ProCycling         | 32     |
|             |                 |                        |        |
| 23          | Stef Clement    | Blanco Pro Cycling     | 6      |

### Bergklassement
| Plaats                      | Naam               | Ploeg           | Punten |
| --------------------------- | ------------------ | --------------- | ------ |
| Bolletjestrui (wit op rood) | Thomas Damuseau    | Argos-Shimano   | 109    |
| 2                           | Kevin Seeldraeyers | Team Astana     | 77     |
| 3                           | Chris Froome       | Sky ProCycling  | 46     |
|                             |                    |                 |        |
| 37                          | Bert-Jan Lindeman  | Vacansoleil-DCM | 7      |

### Jongerenklassement
| Plaats     | Naam              | Ploeg           | Tijd       |
| ---------- | ----------------- | --------------- | ---------- |
| Witte trui | Rohan Dennis      | Team Garmin     | 29u32'10"  |
| 2          | Alexandre Geniez  | FDJ             | + 3'53"    |
| 3          | Warren Barguil    | Argos-Shimano   | + 8'48"    |
|            |                   |                 |            |
| 22         | Bert-Jan Lindeman | Vacansoleil-DCM | + 1'13'08" |

1947 · 1948 · 1949 · 1950 · 1951 · 1952 · 1953 · 1954 · 1955 · 1956 · 1957 · 1958 · 1959 · 1960 · 1961 · 1962 · 1963 · 1964 · 1965 · 1966 · 1967 · 1968 · 1969 · 1970 · 1971 · 1972 · 1973 · 1974 · 1975 · 1976 · 1977 · 1978 · 1979 · 1980 · 1981 · 1982 · 1983 · 1984 · 1985 · 1986 · 1987 · 1988 · 1989 · 1990 · 1991 · 1992 · 1993 · 1994 · 1995 · 1996 · 1997 · 1998 · 1999 · 2000 · 2001 · 2002 · 2003 · 2004 · 2005 · 2006 · 2007 · 2008 · 2009 · 2010 · 2011 · 2012 · 2013 · 2014 · 2015 · 2016 · 2017 · 2018 · 2019 · 2020 · 2021 · 2022 · 2023 · 2024
 Tour Down Under · 
 Parijs-Nice · 
 Tirreno-Adriatico · 
 Milaan-San Remo · 
 Ronde van Catalonië · 
 E3 Harelbeke · 
 Gent-Wevelgem · 
 Ronde van Vlaanderen · 
 Ronde van het Baskenland · 
 Parijs-Roubaix · 
 Amstel Gold Race · 
 Waalse Pijl · 
 Luik-Bastenaken-Luik · 
 Ronde van Romandië · 
 Ronde van Italië · 
 Critérium du Dauphiné · 
 Ronde van Zwitserland · 
 Ronde van Frankrijk · 
 Clásica San Sebastián · 
 Ronde van Polen · 
  Eneco Tour · 
 Ronde van Spanje · 
 Vattenfall Cyclassics · 
 GP Ouest France-Plouay · 
 Grote Prijs van Quebec · 
 Grote Prijs van Montreal · 
 UCI Ploegentijdrit · 
 Ronde van Lombardije · 
 Ronde van Peking